# Рибонуклеазы
Рибонуклеазы (РНКазы, англ. Ribonuclease, RNase) — ферменты-нуклеазы, катализирующие деградацию РНК. Рибонуклеазы классифицируют на эндорибонуклеазы и экзорибонуклеазы. К рибонуклеазам относят некоторые подклассы КФ 2.7 и КФ 3.1.

## Функции
Рибонуклеазы различных классов обнаружены во всех живых организмах. Это указывает на тот факт, что расщепление РНК является древним и очень важным процессом. Рибонуклеазы играют важную роль в созревании молекул РНК всех типов, и особенно мРНК и некодирующих РНК. Система деградации РНК также является первым этапом защиты против РНК-содержащих вирусов, а также более тонких клеточных систем иммунитета, например, РНК-интерференции.
Некоторые эндорибонуклеазы распознают и разрезают определённые последовательности нуклеотидов одноцепочечных РНК, подобные свойства имеют рестриктазы — нуклеазы, разрезающие двухцепочечные ДНК.
Рибонуклеазы играют ключевую роль во многих биологических процессах, например, при ангиогенезе, а также обуславливают невозможность самоопыления у некоторых цветковых растений.

## Классификация

### Основные типы эндорибонуклеаз

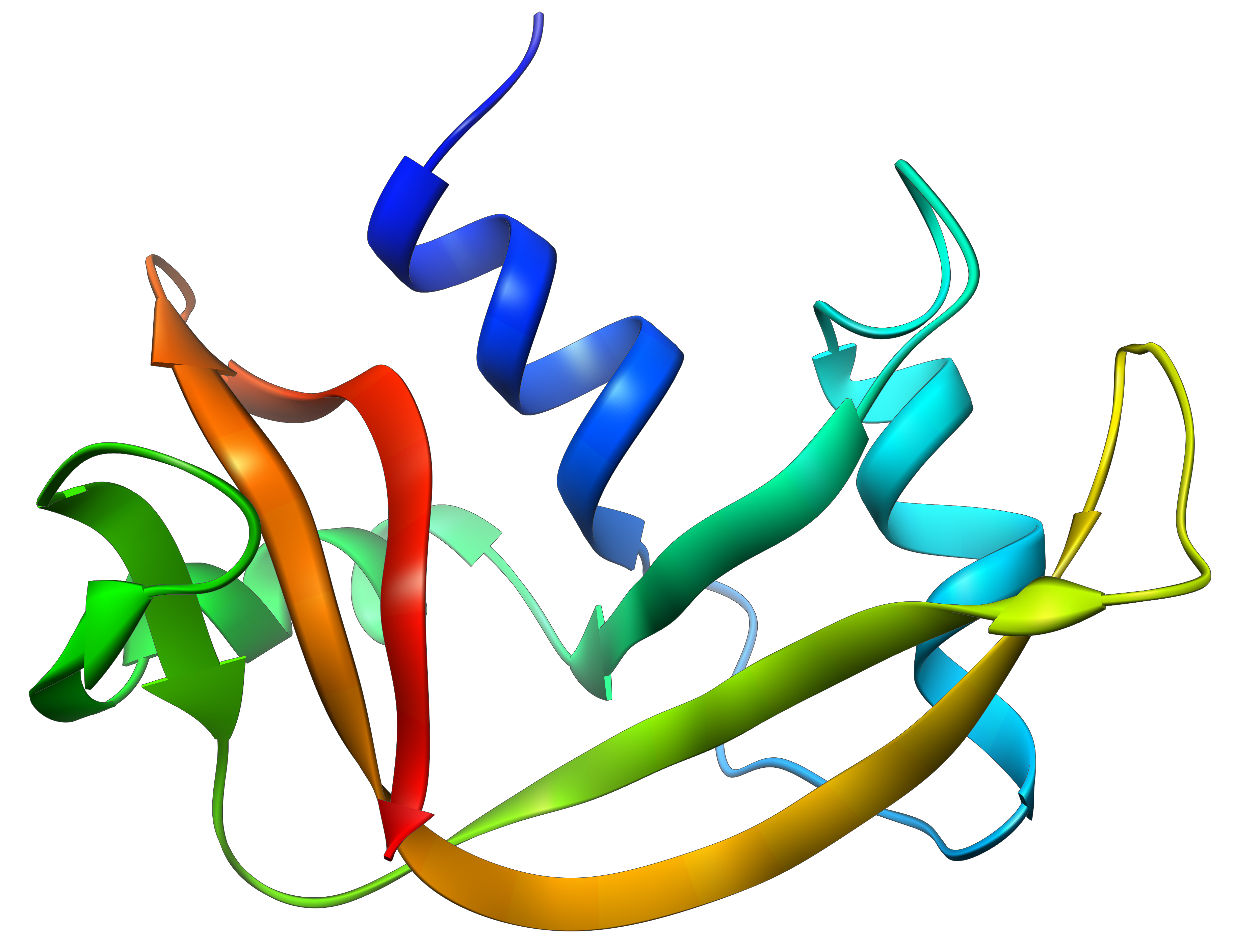
Структура Рибонуклеазы А

- РНКаза A (КФ 3.1.27.5) — широко используется в биохимических лабораториях. Например, рибонуклеаза А из поджелудочной железы быка (PDB 2AAS) является одним из наиболее широко используемых в лабораторной практике ферментов. Специфична к одноцепочечным РНК, разрезает 3’-конец неспаренных цитидиловых и уридиловых нуклеотидов, оставляя 3'-фосфорилированный продукт в виде 2',3'-циклического монофосфата.
- РНКаза H (КФ 3.1.26.4) — расщепляет РНК, находящуюся в виде гетеродуплекса РНК/ДНК. При действии рибонуклеазы Н образуется одноцепочечная ДНК. Рибонуклеаза H является неспецифической эндонуклеазой и катализирует расщепление РНК по механизму гидролиза в присутствии связанного двухвалентного иона металла. В результате активности рибонуклеазы Н образуется 5'-фосфорилированный продукт.
- РНКаза I разрезает 3'-конец одноцепочечных РНК, по всем нуклеотид-нуклеотидным связям, оставляя на 5'-конце гидроксильную группу и фосфат на 3'-конце, через переходное состояние в виде 2',3'-циклического монофосфата.
- РНКаза III (КФ 3.1.26.3) — рибонуклеаза, вырезающая 16S и 23S рибосомные РНК из продукта транскрипции полицистронного оперона рибосомных РНК у прокариот. РНКаза III расщепляет двухцепочечные РНК, разрезает пре-микроРНК по специфическим сайтам, образуя более короткие микроРНК, и таким образом принимает участие в регуляции периода жизни мРНК.
- РНКаза L — интерферон-индуцируемая нуклеаза, после индукции расщепляет все РНК в клетке.
- РНКаза P (КФ 3.1.26.5) — представляет собой рибозим — молекулу РНК с каталитическими свойствами, принимает участие в метаболизме транспортных РНК[1].
- RNase PhyM специфична к одноцепочечной РНК, разрезает 3'-конец неспаренных адениловых и уридиловых нуклеотидов.
- RNase T1 (КФ 3.1.27.3) — специфична к одноцепочечной РНК, разрезает 3'-конец неспаренных гуаниловых нуклеотидов.
- RNase T2 (КФ 3.1.27.1) — специфична к одноцепочечной РНК, разрезает 3'-конец по всем азотистым основаниям, но преимущественно по адениловым.
- RNase U2 (КФ 3.1.27.4) — специфична к одноцепочечным РНК, разрезает по 3'-концу неспаренных адениловых оснований.
- RNase V1 (КФ 3.1.27.8) — сиквенс-неспецифична к двухцепочечным РНК, разрезает любые спаренные нуклеотиды.
- RNase V (КФ 3.1.27.8)

### Основные типы экзорибонуклеаз
- Полинуклеотидфосфорилаза (КФ 2.7.7.8) имеет как экзонуклеазную, так и нуклеотидтрансферазную активность.
- РНКаза PH (КФ 2.7.7.56) имеет как экзонуклеазную, так и нуклеотидтрансферазную активность.
- РНКаза II расщепляет одноцепочечную РНК в направлении 3'-5'.
- РНКаза R является близким гомологом РНКазы II, однако, в отличие от РНКазы II, расщепляет РНК со вторичными структурами без участия вспомогательных факторов.
- РНКаза D (КФ 3.1.13.5) расщепляет пре-тРНК в направлении 3'-5'.
- РНКаза T — основной фермент созревания стабильных РНК в направлении 3'-5'.
- Олигорибонуклеаза (КФ 3.1.13.3) расщепляет короткие олигонуклеотиды до мононуклеотидов.
- Экзорибонуклеаза I (КФ 3.1.11.1) расщепляет одноцепочечные РНК в направлении от 5' к 3'-концу, обнаружена только у эукариот.
- Экзорибонуклеаза II (КФ 3.1.13.1) — близкий гомолог экзорибонуклеазы I.